# D55 (Tsjechië)
De Dálnice 55 of (D55) is een autosnelweg in Tsjechië. De snelweg moet op termijn de verschillende steden langs de Morava met elkaar verbinden (Olomouc, Přerov, Otrokovice, Uherské Hradiště, Hodonín, Břeclav. De D55 is voorlopig 40 kilometer lang en zal in totaal 101 kilometer lang worden. De snelweg was vroeger genummerd als expresweg R55. Op 19 december 2024 opende 21 kilometer tussen Babice en Bzenec.
D 0 ·
D 1 ·
D 2 ·
D 3 ·
D 4 ·
D 5 ·
D 6 ·
D 7 ·
D 8 ·
D 10 ·
D 11 ·
D 35 ·
D 43 ·
D 46 ·
D 48 ·
D 49 ·
D 52 ·
D 55 ·
D 56